# Skären, Kristinestad
Skären är en halvö i Finland.   Den ligger i landskapet Österbotten, i den sydvästra delen av landet, 290 km nordväst om huvudstaden Helsingfors.